# Parafia Matki Bożej Częstochowskiej w Rzeszowie
Parafia Matki Bożej Częstochowskiej w Rzeszowie – parafia rzymskokatolicka znajdująca się w diecezji rzeszowskiej w dekanacie Rzeszów Katedra. Erygowana w 2006. Mieści się przy ulicy Koło.

## Historia
W 1967 roku ks. Andrzej Pasterczyk z parafii Słocina zapoczątkował odprawianie Mszy św. na Drabiniance, w domach prywatnych. Następnie zbudowano drewnianą kapliczkę jako prezbiterium. W sierpniu 1972 roku na Drabiniankę przybył ks. Stanisław Mac z misją utworzenia ośrodka duszpasterskiego. Do kaplicy dobudowano zadaszenie z folii, a w 1973 roku z płyt pilśniowych. 
11 października 1975 roku została erygowana parafia na Drabiniance. W 1976 roku rozpoczęto budowę nowego kościoła, który 2 czerwca 1991 roku konsekrował papież Jan Paweł II. 25 marca 1992 roku kościół stał się kościołem katedralnym nowej diecezji rzeszowskiej.   
26 sierpnia 1989 roku ks. Stanisław Mac ogłosił budowę kościoła filialnego. 4 sierpnia 1990 roku bp Ignacy Tokarczuk dokonał jego poświęcenia. 15 sierpnia 2006 roku bp Kazimierz Górny erygował parafię pw. Matki Bożej Częstochowskiej.
W 2008 roku rozpoczęto budowę domu parafialnego. W 2016 roku rozpoczęto budowę nowego kościoła, według projektu arch. inż. Andrzeja Węgrzynowicza. 6 listopada 2016 roku wmurowano kamień węgielny. 
Na terenie parafii jest 2 500 wiernych.

## Proboszczowie parafii
| Lata         | Proboszcz           |
| ------------ | ------------------- |
| 2006–obecnie | ks. Tadeusz Pindara |

## Terytorium parafii
Terytorium parafii powstało z wydzielenia:
- Parafii Katedralnej w Rzeszowie – ulice: Jachowicza (nr: 5, 5a, 10, 10a), Strażacka (od nr 1 do 34), Podmiejska, Koło, Kwiatkowskiego (od nr 50 do 153), Piaskowa, Za Strugiem (nr 1).
- Parafii w Białej – ulice: Jachowicza (nr: 2, 3, 4, 6, 8, 9, 11, 12, 13, 14, 15, 17, 19), Gościnna (numery parzyste).
- Parafii w Budziwoju – ulice: Jana Pawła II od Rzeszowa do ul. Słowiczej i Dębowej (tj. numery: 316, 324-328, 344-418), Dębowa.